# Rosario Mazzola
Rosario Mazzola (* 19. September 1924 in Palermo; † 24. Dezember 2018 in Cefalù) war ein italienischer Geistlicher und römisch-katholischer Bischof von Cefalù.

## Leben
Rosario Mazzola studierte am Priesterseminar von Palermo und wurde am 16. Juli 1950 durch Ernesto Ruffini zum Priester geweiht. Anschließend war er im Erzbistum Palermo als Gemeindepfarrer tätig, insbesondere engagierte er sich dabei für Obdachlose.
Am 19. Juni 1982 wurde er von Papst Johannes Paul II. zum Weihbischof in Palermo und Titularbischof von Polymartium ernannt, die Bischofsweihe empfing er am 4. September 1982 durch Salvatore Kardinal Pappalardo, Erzbischof von Palermo. Mitkonsekratoren waren Angelo Cella, Bischof von Veroli-Frosinone, und Vincenzo Cirrincione, Weihbischof in Palermo.
Am 23. Juli 1988 wurde Rosario Mazzola zum Bischof von Cefalù ernannt. Im März 1995 verurteilten er und andere sizilianische Bischöfe die Aktivitäten der Mafia, die sie als „Schande“ bezeichneten.
Papst Johannes Paul II. nahm am 18. März 2000 Mazzolas altersbedingtes Rücktrittsgesuch an. 